# Jean-Pierre Lehman
Pour les articles homonymes, voir Lehman.
Jean-Pierre Lehman, né à Caen (Calvados, Normandie) le 10 août 1914, mort à Paris le 26 février 1981, à l'âge de 67 ans, est un paléontologue, géologue et explorateur français du Muséum national d'histoire naturelle.

## Carrière
Sorti de la faculté des sciences de Paris, Jean-Pierre Lehman se rend pour des raisons familiales à Stockholm, en Suède, en 1937, où il devient doctorant au laboratoire de paléontologie du Muséum suédois d'histoire naturelle, alors spécialisé en paléontologie des vertébrés paléozoïques. Sous l'égide des professeurs Erik Stensiö et F. Brotzen, Lehman s'initie à l'étude de microfossiles de vertébrés (dents, écailles, sclérites) du Dévonien de Scanie, par l'étude minutieuse des faits anatomiques, jusque dans leurs moindres détails, qui lui apparaît comme la condition indispensable pour comprendre la place de chaque fossile dans l'histoire évolutive. Il découvre aussi l'importance des outillages, des systèmes optiques, du matériel de dégagement des vestiges, de la maîtrise des langues étrangères et de l'organisation de vastes coopérations internationales pour la collecte et la description des trouvailles. Pour lui, le paléontologue doit être un chercheur de terrain, et les modèles, théories et reconstitutions de laboratoire qui n'ont pas été confrontées aux fossiles mêmes et dont les auteurs n'ont pas perçu le contexte sur site, sont à proscrire.
Pendant la dictature pétainiste, il se réfugie en zone libre et, comme professeur agrégé, enseigne les sciences naturelles dans un lycée de Nice ; il participe à la Résistance à partir de 1942. À la Libération, son maître parisien, le professeur Jean Piveteau, l'envoie pour un second séjour de quatre ans à Stockholm pour sa thèse sur les poissons triasiques de Madagascar. Il enseigne ensuite à la Sorbonne auprès de Jean Piveteau, de 1950 à 1956. Puis il est élu à la chaire de paléontologie du Muséum national d'histoire naturelle, qu'il dirigera durant un quart de siècle.

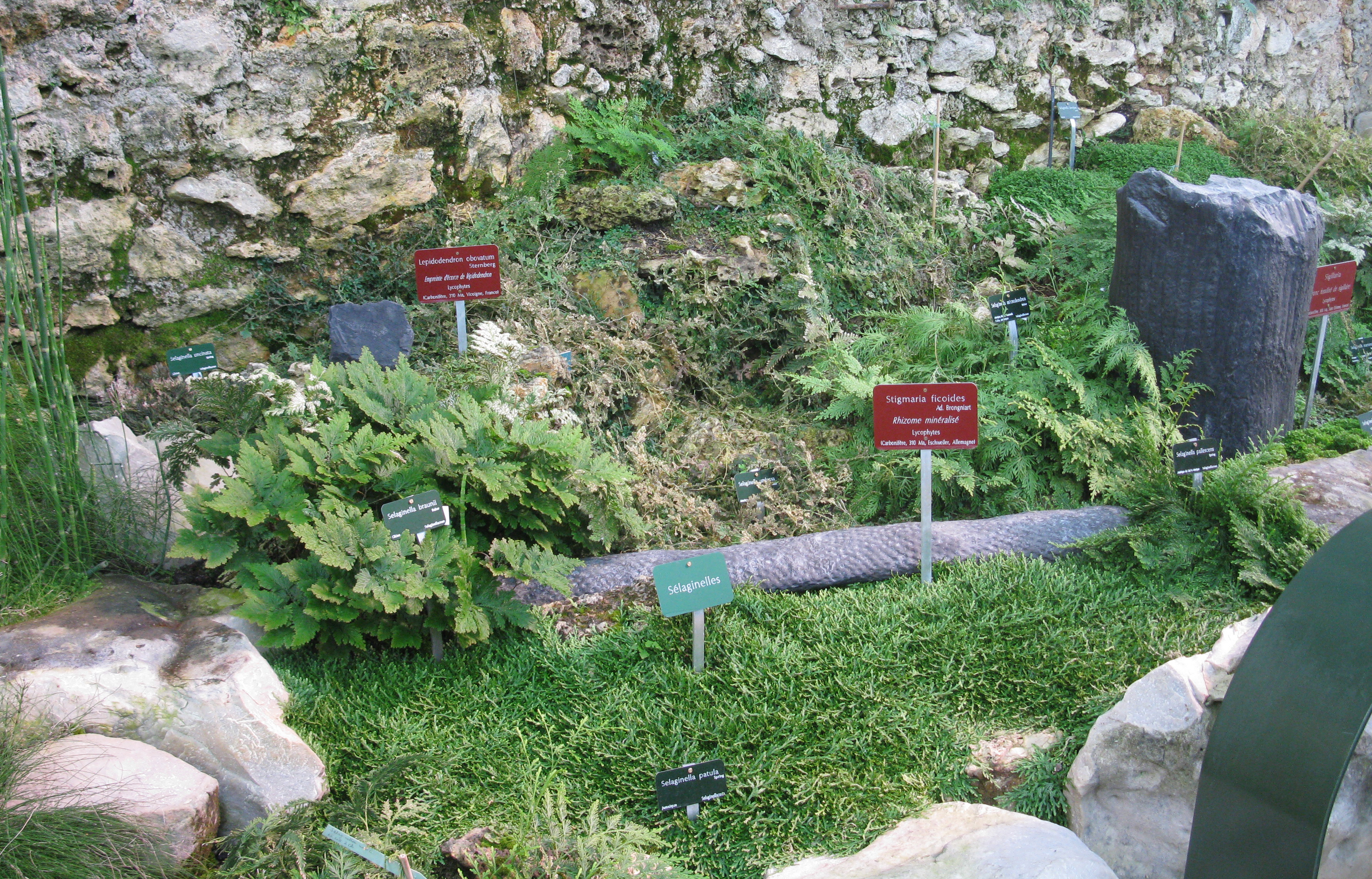
La serre de l'histoire des plantes, partie intégrante des grandes serres du Muséum.

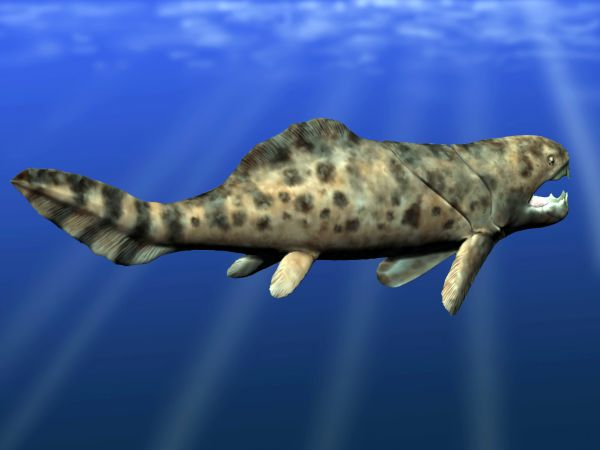
Une restitution paléoartistique du Dunkleosteus par Nobu Tamura.

C'est pendant son mandat à la tête de cette chaire, et à son initiative, qu'une galerie de Paléobotanique est ouverte au public en 1972 dans l'aile droite du bâtiment de la galerie de Minéralogie et de Géologie. Par de nombreux fossiles de végétaux en exposition, cette galerie retraçait l'évolution des plantes, mais elle n'eut pas le succès escompté et finit par être fermée au public en 1998 puis entièrement démantelée en 2005. Une partie des collections de cette galerie a été transférée à la mezzanine de la galerie de Paléontologie. L'idée a cependant été reprise sous la forme de la « Serre de l'histoire des plantes » inaugurée en 2010, où les visiteurs peuvent comparer fossiles et plantes à spores actuelles : cette fois le succès est au rendez-vous.
Les travaux scientifiques de Jean-Pierre Lehman portent avant tout sur la faune marine et aquatique du Paléozoïque et du Mésozoïque. Il explora ainsi le sud marocain et releva la continuité de ces faunes fossiles avec leurs contemporaines d'Amérique, ce qui l'amena à postuler une continuité géographique correspondante, à une époque où la tectonique des plaques était encore inconnue, et la dérive des continents n'étaient admise que par une minorité de savants, comme René Jeannel.
Jean-Pierre Lehman travailla sur les poissons arthrodires tels Dunkleosteus (dont un crâne est exposé dans la galerie de Paléontologie, à Paris) mais aussi actinoptérygiens, sarcoptérygiens et dipneustes. Il a publié plus de 200 articles scientifiques et, en 1959, le livre Évolution des vertébrés inférieurs. En 1969, il dirige la grande expédition paléontologique française au Svalbard, dont de nombreux fossiles, pour la plupart inédits, ont rejoint la collection du Muséum. Fidèle à la systématique évolutionniste et aux techniques de ses maîtres suédois et parisiens, l'observation des fossiles reste pour lui essentielle, tout le reste n'étant que spéculation, ce qui l'opposa à certains de ses collègues adeptes de la cladistique (à l'époque, les arguments génétiques étaient encore balbutiants et la cladistique suivait surtout la méthode d'argumentation de Willi Hennig, son fondateur).
Il est élu le 25 juin 1979 à l'Académie des sciences,.